# Дамодар-Гімал
Дамодар-Гімал (англ. Damodar Himal) — гірський масив в Гімалаях, розташований на півночі центральної частини Непалу поблизу кордону з Китаєм (Тибетський автономний район). Найвища точка масиву — гора Лугула-Гімал (англ. Lugula Himal), має висоту 6889 м над рівнем моря.

## Географія
Вздовж північних схилів Дамодар-Гімалу проходить непало-китайський кордон. Південні схили спускаються до долини річки Марс'янді, що відділяє Дамодар-Гімал від гірського масиву Аннапурна. Із заходу Дамодар-Гімал обмежений долиною річки Калі-Гандакі, зі сходу — річкою Нар-Кхола, за якою здіймаються гори масиву Пері-Гімал.

### Основні вершини масиву Дамодар-Гімал[1]
| Вершина                  | Висота, м | Координати                                                            |
| ------------------------ | --------- | --------------------------------------------------------------------- |
| P 6889 (Лугула-Гімал)    | 6889      | 28°53′47″ пн. ш. 84°15′35″ сх. д. / 28.89639° пн. ш. 84.25972° сх. д. |
| P 6760 (Лугула-Гімал)    | 6760      | 28°53′44″ пн. ш. 84°16′06″ сх. д. / 28.89556° пн. ш. 84.26833° сх. д. |
| Чако (Лугула-Гімал)      | 6704      | 28°52′50″ пн. ш. 84°17′13″ сх. д. / 28.88056° пн. ш. 84.28694° сх. д. |
| Кхамджунгар-Гімал        | 6700      | 28°53′22″ пн. ш. 84°07′40″ сх. д. / 28.88944° пн. ш. 84.12778° сх. д. |
| P 6623                   | 6623      | 28°53′54″ пн. ш. 84°07′13″ сх. д. / 28.89833° пн. ш. 84.12028° сх. д. |
| Чулу Східна (Центральна) | 6584      | 28°44′09″ пн. ш. 84°02′10″ сх. д. / 28.73583° пн. ш. 84.03611° сх. д. |
| Чхібу-Гімал              | 6581      | 28°52′19″ пн. ш. 84°09′30″ сх. д. / 28.87194° пн. ш. 84.15833° сх. д. |
| P 6505                   | 6505      | 28°52′51″ пн. ш. 84°08′51″ сх. д. / 28.88083° пн. ш. 84.14750° сх. д. |
| Катунг-Канг              | 6484      | 28°46′39″ пн. ш. 83°55′17″ сх. д. / 28.77750° пн. ш. 83.92139° сх. д. |
| Якава-Канг               | 6482      | 28°48′37″ пн. ш. 83°56′40″ сх. д. / 28.81028° пн. ш. 83.94444° сх. д. |
| Пурбунг-Гімал            | 6465      | 28°48′04″ пн. ш. 84°01′11″ сх. д. / 28.80111° пн. ш. 84.01972° сх. д. |
| Чулу Західна             | 6419      | 28°44′36″ пн. ш. 84°01′32″ сх. д. / 28.74333° пн. ш. 84.02556° сх. д. |
| Бхрикуті-Шаїл            | 6364      | 28°53′37″ пн. ш. 84°13′04″ сх. д. / 28.89361° пн. ш. 84.21778° сх. д. |
| Сорібун                  | 6328      | 28°53′05″ пн. ш. 84°10′22″ сх. д. / 28.88472° пн. ш. 84.17278° сх. д. |
| Сахсар                   | 6188      | 28°51′06″ пн. ш. 84°12′32″ сх. д. / 28.85167° пн. ш. 84.20889° сх. д. |
| Джаумсон-Гімал           | 6120      | 28°50′32″ пн. ш. 84°08′38″ сх. д. / 28.84222° пн. ш. 84.14389° сх. д. |
| Гаугірі                  | 6110      | 29°02′45″ пн. ш. 84°11′16″ сх. д. / 29.04583° пн. ш. 84.18778° сх. д. |
| Пік Пісанг               | 6091      | 28°38′57″ пн. ш. 84°11′25″ сх. д. / 28.64917° пн. ш. 84.19028° сх. д. |

## Виноски
1. 1 2  H. Adams Carter (1985). Classification of the Himalaya (PDF). American Alpine Journal. American Alpine Club. 27 (59): 127. Архів оригіналу (PDF) за 13 серпня 2011. Процитовано 18 червня 2014.
2. 1 2 3  Вершина вважається частиною гори Лугула-Гімал
3. ↑  Існує (в залежності від джерела) два варіанти назви вершини — Чулу Східна і Чулу Центральна